# Paul Painlevé

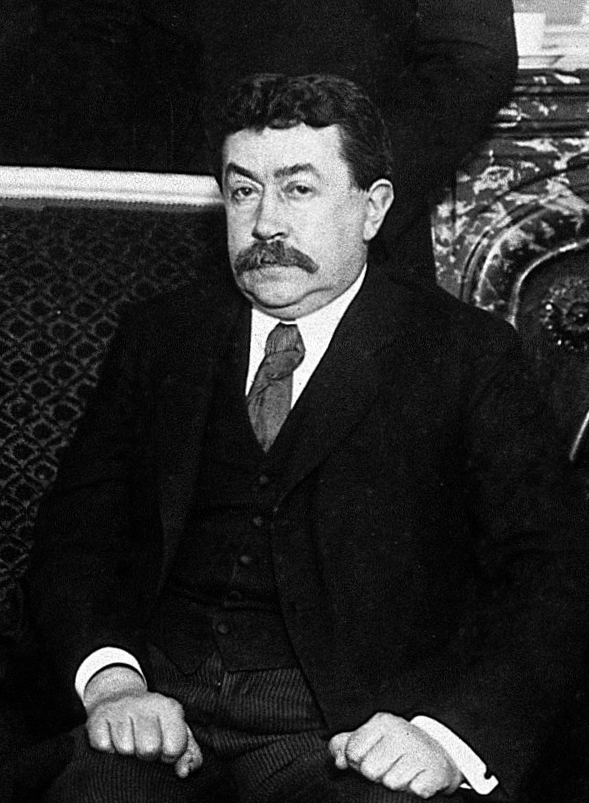
Paul Painlevé

Paul Painlevé (Parijs, 5 december 1863 - aldaar, 29 oktober 1933) was een Frans wiskundige en politicus.

## Biografie

### Vroege carrière
Paul Painlevé werd op 5 december 1863 geboren in Parijs. Hij kwam uit een artistieke familie. Zijn vader was technisch tekenaar. Painlevé studeerde van 1883 tot 1887 wiskunde aan de prestigieuze École Normale Supérieure in Parijs. Nadat hij in 1887 was gepromoveerd studeerde hij verder aan de Georg-August-Universität Göttingen en volgde colleges bij Felix Klein en Hermann Amandus Schwarz. Nadien was hij hoogleraar in Universiteit Rijsel I en gaf vanaf 1892 les aan de Sorbonne, de École Polytechnique en later aan het Collège de France en de École Normale Supérieure. In 1900 werd hij lid van de Académie des Sciences.
Zijn werk op het gebied van differentiaalvergelijking wekte bij hem de interesse in de opkomende luchtvaart. In 1908 was hij Wilbur Wrights eerste vliegtuigpassagier in Frankrijk. In 1909 creëerde hij de eerste universitaire cursus aeronautica.
Rond het einde van de negentiende eeuw onderzocht Painlevé een bepaalde klasse van differentiaalvergelijkingen, waarvan men later is gaan zeggen dat ze de Painlevé-eigenschap hebben of van het Painlevé-type zijn.

### Politicus
Paul Painlevé werd in 1906 voor het 5e arrondissement (het Latijnse Kwartier) van Parijs in de Kamer van Afgevaardigden (Chambre des Députés) gekozen. Hij maakte deel uit van de fractie van de Socialistes Indépendants (Onafhankelijke Socialisten). Als Kamerlid hield hij zich vooral met militaire en aeronautische vraagstukken bezig. In 1910 gaf hij zijn hoogleraarschap op om zich volledig te wijdden aan de politiek. Nog in 1910 kreeg hij bij de Kamer kredieten los om de eerste gevechtsvliegtuigen voor Frankrijk te kopen. In hetzelfde jaar sloot hij zich aan bij de Parti Républicain-Socialiste (Republikeins-Socialistische Partij, de opvolger van de Onafhankelijke Socialisten). De PRS ging in de Derde Franse Republiek door voor een reformistisch-socialisme en was voorstander van een brede linkse coalitie.
Paul Painlevé werd na het uitbreken van de Eerste Wereldoorlog hoofd van de Direction des Inventions Intéressant la Défense Nationale (1915). Dit directoraat hield zich bezig met het ten dienst stellen van de wetenschap voor de oorlogsdoelen. In oktober 1915 werd Painlevé minister van Onderwijs en Schone Kunsten in het oorlogskabinet van premier en partijgenoot Aristide Briand. In maart 1917 werd hij minister van Oorlog en gaf vrijwel direct na zijn aantreden in deze functie opperbevelhebber generaal Robert Georges Nivelle toestemming tot het beginnen van een groot offensief in de Champagnestreek. Dit Nivelle Offensief liep uit in een grote nederlaag voor het Franse leger. Direct na het mislukken van het offensief werd Nivelle op verzoek van Painlevé als opperbevelhebber ontslagen en vervangen door generaal Philippe Pétain.
In september 1917 verloor premier Alexandre Ribot de steun van de socialisten in het Franse parlement en trad af. Op 12 september benoemde president Raymond Poincaré Painlevé tot premier (Président du Conseil). Painlevé bood Georges Clemenceau, de voornaamste criticus van de oorlogskabinetten die Frankrijk sinds 1914 regeerden, een ministerspost aan. Clemenceau weigerde echter: hij wenste het premierschap.
In november 1917 nam Painlevé deel aan de Rapallo Conferentie. Nog in november 1917 viel het kabinet-Painlevé en werd Clemenceau alsnog premier.
Na de Eerste Wereldoorlog, in 1919, werd hij in de Kamer van Afgevaardigden gekozen. Hij ontpopte zich tot fel criticus van de regeringen van het centrumrechtse Bloc National (1919-1924). Zijn samenwerking met de radicaal-socialistische voorman Édouard Herriot leidde in 1924 tot de vorming van het Cartel des Gauches, een coalitie van de socialistische partijen (RS en de SFIO) en de Parti Radical-Socialiste. Het Cartel des Gauches won de parlementsverkiezingen van dat jaar en Painlevé werd na de verkiezingsoverwinning voorzitter van de Kamer van Afgevaardigden (Président de la Chambre des Députés) (9 juni 1924) - na een mislukte gooi naar het presidentschap. Hij bleef voorzitter van de Kamer tot 17 april 1925.
Painlevé werd op 17 april 1925 premier van een centrumlinks kabinet. Hij nam ook de ministerspost van Defensie op zich. In oktober verwisselde hij deze ministerspost voor die van Financiën. Premier Painlevé kwam niet met concrete plannen om de economische crisis te bezweren en moest op 21 november 1925 aftreden. Vervolgens was hij - met korte onderbreking in juni/juli 1926 - tot 3 november 1929 minister van Defensie. In die functie was hij met zijn opvolger André Maginot verantwoordelijk voor de aanleg van de Maginotlinie, een linie aan de Franse oostgrens bestaande uit fortificaties die Frankrijk moest verdedigen bij een aanval van Duitsland.
Painlevé nam deel aan de presidentsverkiezingen van 1932, maar behaalde niet genoeg stemmen om tot president te worden gekozen. Vervolgens werd hij later dat jaar minister van Luchtvaart en zette zich in voor een internationaal verdrag om de fabricage van bommenwerpers te verbieden. Ook betoonde hij zich een voorstander van een internationale luchtmacht, om op deze manier de wereldvrede te bevorderen. In januari 1933 beëindigde hij zijn politieke carrière.
Paul Painlevé overleed in 1933 op 69-jarige leeftijd in Parijs. Hij kreeg een staatsbegrafenis in de Notre-Dame van Parijs en het Panthéon.

## Trivia
Hij was in 1901 getrouwd met Marguerite Petit de Villeneuve. Hun zoon Jean Painlevé (1902-1989) was een filmregisseur en acteur.

## Verwijzingen
1. ↑  Paul Painlevé. "Sur les équations différentielles du second ordre et d'ordre supérieur dont l'intégrale générale est uniforme." Acta Mathematica (1902), Volume 25, Issue 1, pp 1-85. DOI:10.1007/BF02419020
2. ↑  14-18, De Eerste Wereldoorlog, door: Dr. R.L. Schuursma (hoofdred.), band 4, blz. 1221 (1976)
3. ↑  idem

- Bibsys: 3077689
- Biblioteca Nacional de España: XX1388696
- Bibliothèque nationale de France: cb12334608z (data)
- Catàleg d'autoritats de noms i títols de Catalunya: 981058514043306706
- CiNii: DA0726051X
- Gemeinsame Normdatei: 116018062
- International Standard Name Identifier: 0000 0001 1063 9279
- Library of Congress Control Number: n85801300
- Base Léonore: LH//2037/44
- Mathematics Genealogy Project: 76358
- Nationale Bibliotheek van Tsjechië: mub2013776910
- Nationale bibliotheek van Australië: 35406143
- Nationale Bibliotheek van Israël: 987007278728305171
- Nationale Bibliotheek van Polen: a0000001231072
- Nationale en Universitaire bibliotheek Zagreb: 000772067
- Nederlandse Thesaurus van Auteursnamen: 121514854
- Réseau des bibliothèques de Suisse occidentale: 02-A003665591
- SNAC: w67w6ms0
- Système universitaire de documentation: 032287100
- Trove: 941418
- Virtual International Authority File: 56681748
- WorldCat: E39PBJtCDVKKHCmqYthXq8mPQq